# 情報通信部
情報通信部（じょうほうつうしんぶ）は、 1994年12月から2008年2月まで存在した大韓民国の国家行政機関。情報通信部の長を情報通信部長官と称し、国務委員が任命される。

## 役割
情報化政策の企画及び総合調整、超高速通信網の構築及び情報保護、情報通信産業の育成と人材養成及び技術開発支援、電気通信事業の育成と電波及び放送に関する政策の企画・管理、郵便及び郵便局における金融事業に関する政策の企画・推進等の業務を遂行する。

## 歴史
1948年11月4日に発足した逓信部が母体。情報通信政策を一元的に行う為、商工資源部にあった情報機器部門と科学技術処にあったソフトウェア部門を切り離して逓信部に統合し、1994年12月23日に情報通信部を創設。2008年2月29日に廃止となり、所管事務は行政安全部、文化体育観光部、知識経済部に移管された。

## 組織

### 幹部
- 長官
  - 長官政策補佐官
  - 代弁人（広報管理官兼任）
- 次官
  - 監査官

### 下部組織
- 総務チーム
- 政策広報管理本部
- 未来情報戦略本部
- 通信電波放送政策本部
- 情報通信政策本部
- 情報通信協力本部
- 電波放送企画団
- 情報保護企画団
- ソフトウェア振興団

### 所属機関
- 郵政事業本部
  - 情報通信公務員教育院
  - 情報通信部知識情報センター
  - 情報通信部調逹事務所
  - 地方逓信庁
    - ソウル逓信庁（ソウル特別市、仁川広域市、京畿道）
    - 釜山逓信庁（釜山広域市、蔚山広域市、慶尚南道）
    - 忠清逓信庁（大田広域市、忠清北道、忠清南道）
    - 全北逓信庁（全羅北道）
    - 全南逓信庁（光州広域市、全羅南道）
    - 慶北逓信庁（大邱広域市、慶尚北道）
    - 江原逓信庁（江原道）
    - 済州逓信庁（済州特別自治道）
- 電波研究所
- 中央電波管理所
- 通信委員会事務局
- 情報統合電算センター

### 傘下法人
- 韓国電算院
- 韓国情報保護振興院
- 韓国ソフトウェア振興院
- 情報通信研究振興院
- 韓国情報文化振興院